# タスカン (駆逐艦)
|          | |
| 艦歴     | |
| 発注     | |
| 起工     | 1941年9月6日 |
| 進水     | 1942年5月28日 |
| 就役     | 1943年3月11日 |
| 退役     | |
| その後   | 1966年にスクラップとして廃棄 |
| 除籍     | |
| 性能諸元 | |
| 排水量   | 基準 1,710トン、満載 2,400トン                                                                                                  |
| 全長     | 110.5 m (362 ft 6 in) |
| 全幅     | 10.9 m (35 ft 9 in) |
| 吃水     | 3 m (9 ft 10 in) |
| 機関     | アドミラリティ・ボイラー2基 パーソンズ式蒸気タービン2基2軸推進、40,000 shp                                                      |
| 最大速力 | 36ノット |
| 航続距離 | 20ノットで4,680カイリ |
| 乗員     | 180名 |
| 兵装     | 120mm(4.7 in) Mark IX 単装砲 4基 ボフォース 40mm Mk.IV 対空砲 2基 エリコンFF 20 mm 機関砲 6基 533mm（21 in）4連装魚雷発射管 2基 |

タスカン (HMS Tuscan, R56) はイギリス海軍の駆逐艦。T級。

## 艦歴
1941年9月6日起工。1942年5月28日進水。1943年3月11日就役。
1943年5月14日、ランディ島沖で触雷し大破。
1944年8月、ドラグーン作戦に参加。続いてエーゲ海へ移動。
1944年9月13日、クレタ島北方で駆逐艦トルーブリッジと共にドイツの輸送船トニ (Toni) を沈める。1944年10月7日、「タスカン」と駆逐艦「ターマガント」はサロニカ湾入口でドイツの機雷敷設艦「ツォイス (Zeus)」および護衛の水雷艇「TA37」、駆潜艇「UJ2102」およびHarbor Patrol Boat「GK62」（または「GK32」）を攻撃し、護衛の3隻を沈めた。10月19日、「タスカン」と「ターマガント」はSkiathos島沖でドイツ水雷艇「TA18」を攻撃。「TA18」の座礁後も攻撃を続行して「TA18」を破壊した。
この後太平洋へ移る。
1945年8月、上海占領に参加。
戦後、16型フリゲートに改造される。1966年解体。